# 우라니보르크

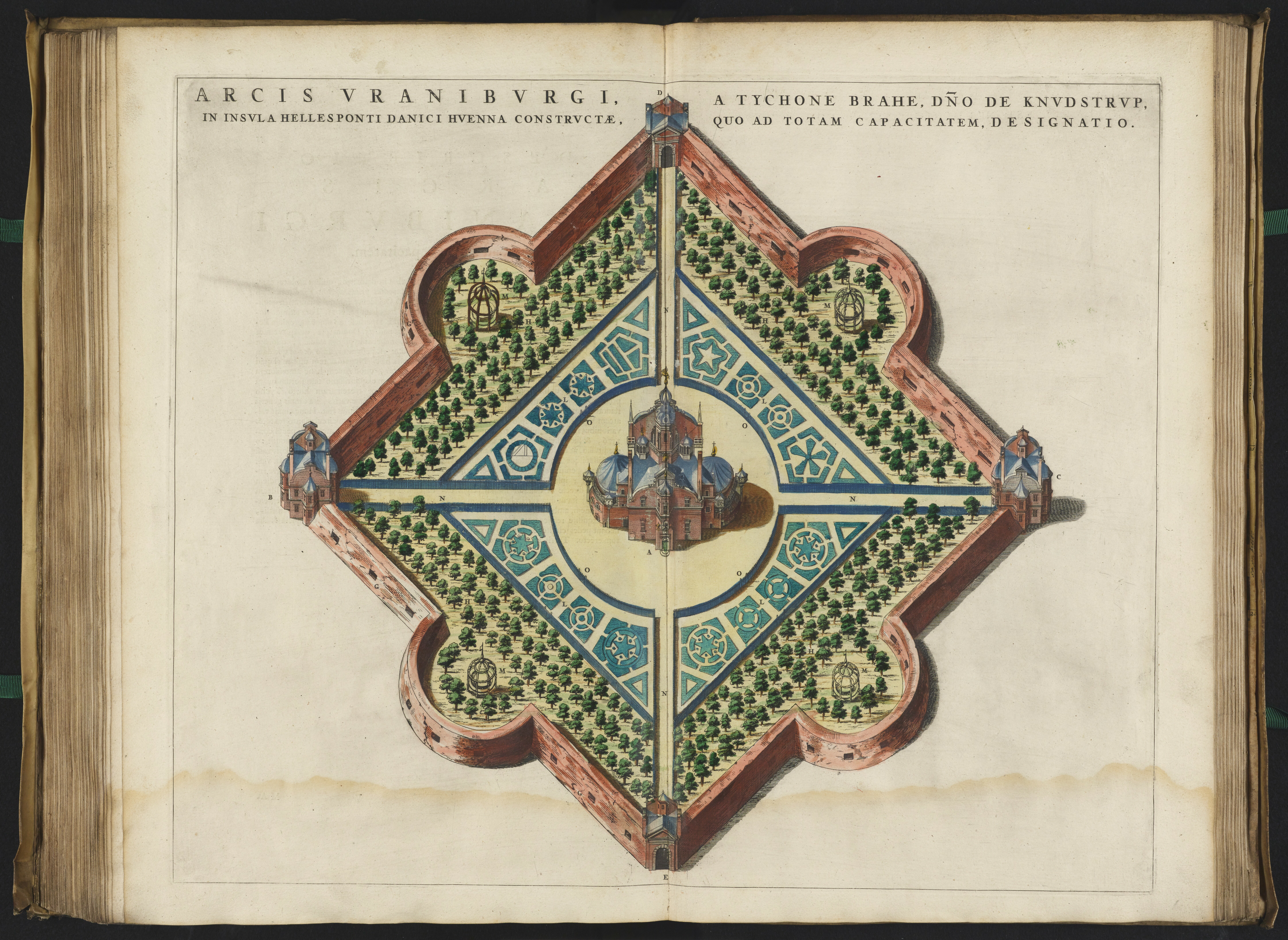

우라니보르크(스웨덴어: Uraniborg) 또는 우라니엔보르(덴마크어: Uranienborg)은 티코 브라헤가 1576년 당시 덴마크의 벤섬에 세운 천문대이다.
‘우라니보르크’라는 이름은 천문학의 여신 우라니아의 성(城)이란 뜻이다.